# Storia dell'acropoli di Atene
La storia dell'acropoli di Atene inizia in epoca micenea, con la costruzione di un mégaron, e si sviluppa attraverso la tirannide dei Pisistratidi e l'epoca di Pericle, durante la quale vengono costruiti gli edifici più importanti (il Partenone, i Propilei, l'Eretteo e il tempio di Atena Nike); nei secoli gli edifici subirono molte trasformazioni e la maggior parte di essi fu gravemente danneggiata nel 1687 da un colpo di mortaio veneziano, che colpì il Partenone e ne distrusse ingenti parti. Nel 1987 l'acropoli di Atene è stata riconosciuta patrimonio dell'umanità dall'UNESCO.

## Primi insediamenti

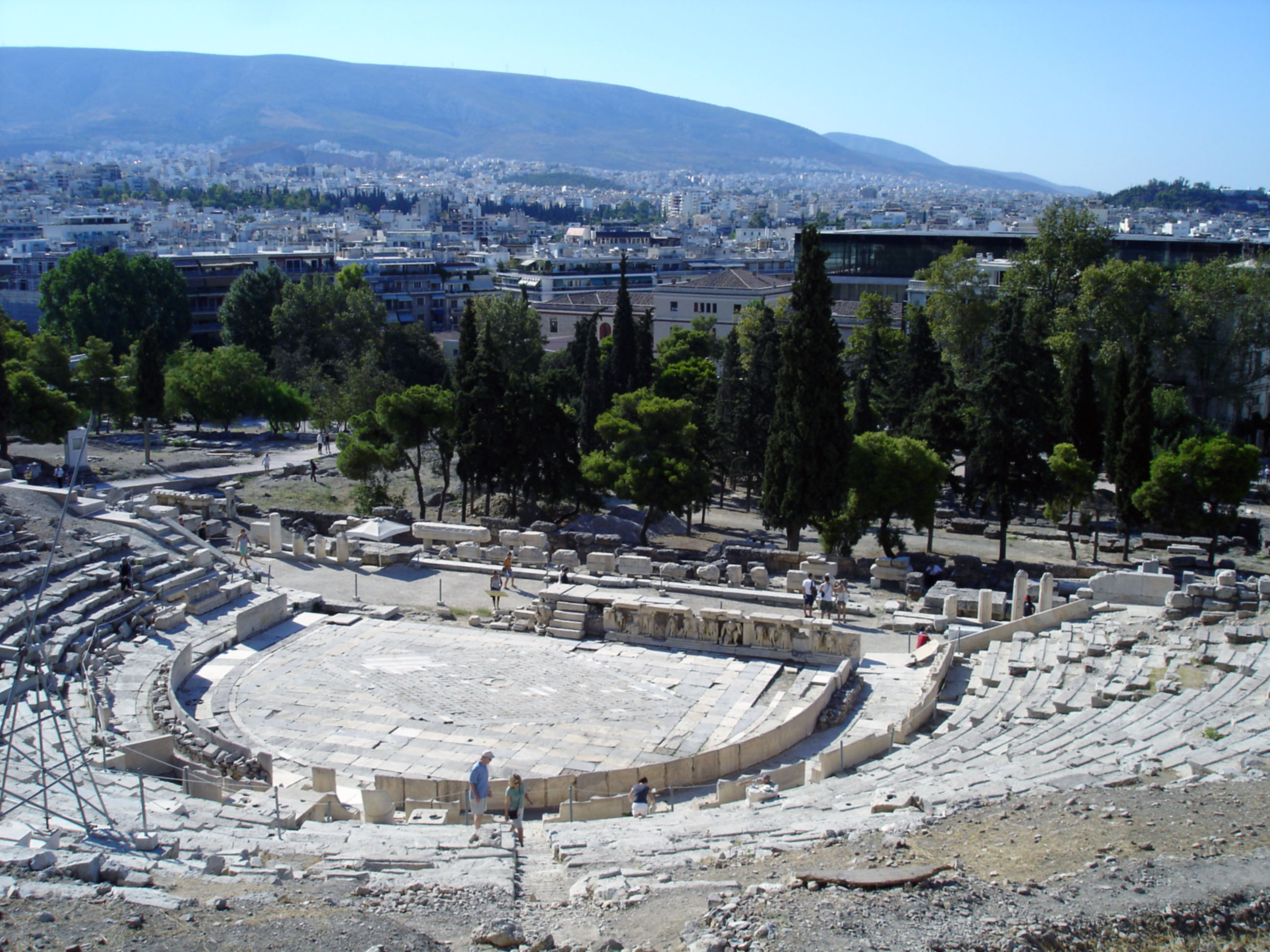
I resti del teatro di Dioniso

L'acropoli si trova su un pianoro a 150 metri sul livello del mare all'interno della città di Atene, con un'area di circa 3 ettari. Era conosciuta anche come Cecropia, dal nome del primo leggendario re di Atene, l'uomo-serpente Cecrope I. 
Anche se i primi resti archeologici risalgono al Neolitico medio, sono documentati insediamenti in Attica fin dall'inizio del Neolitico (sesto millennio a.C.).
Ci sono pochi dubbi riguardo alla presenza di un mégaron miceneo in cima alla rocca alla fine dell'età del bronzo; di questo mégaron restano probabilmente la base di una colonna in calcare e vari pezzi di gradino in arenaria.
Poco dopo la costruzione del palazzo fu costruito un imponente circuito di mura poligonali, lunghe circa 760 metri, alte fino a 10 m e di uno spessore compreso fra 3,5 e 6 metri; questo muro fu la principale difesa dell'acropoli fino al V secolo a.C. Il muro consisteva di due parapetti costruiti con grandi blocchi di pietra e cementati con una malta di terra chiamata emplekton (in greco antico: ἔμπλεκτον?). Il muro segue la tipica convenzione micenea di seguire la conformazione del terreno e il suo ingresso era posto obliquamente, con un parapetto e una torre che incombeva sul lato destro di chi arrivava, facilitando la difesa dell'acropoli. C'erano due accessi minori sul lato nord, costituiti da strette ripide scalinate tagliate nella pietra.
Omero probabilmente si riferisce a questa fortificazione quando parla della "ben costruita Casa di Eretteo". Prima del XIII secolo a.C. un terremoto creò una fessura sul bordo settentrionale dell'acropoli. Questa fessura di circa 35 metri arrivava fino a un giacimento di marna morbida, nel quale fu scavato un pozzo. Fu costruita un'elaborata rampa di scale e il pozzo fu un'importantissima fonte di acqua potabile durante gli assedi subiti nel periodo miceneo.
Non ci sono prove sufficienti per stabilire con certezza l'esistenza di un palazzo miceneo sull'acropoli; se tale palazzo è esistito, sembra che sia stato soppiantato dalle costruzioni successive.

## Acropoli arcaica
Non si sa molto degli edifici presenti sull'acropoli, almeno fino all'era arcaica. Nel VII e nel VI secolo a.C. l'acropoli fu presa da Cilone durante la sua rivolta fallita, e in seguito due volte da Pisistrato, che instaurò una tirannide.
Pisistrato costruì i Propilei e forse costruì un primo tempio sul sito dove in seguito sorse il Partenone; sono stati ritrovati frammenti di sculture calcaree e le fondamenta di un grande tempio incompiuto. Sembra che sia stato costruito anche una cerchia di mura con nove ingressi, il cosiddetto enneapylon, attorno alla più grande sorgente d'acqua, la Clessidra, sul lato nord-ovest.
Attorno al 570/550 a.C. fu costruito un tempio di Atena "Poliàs" ("protettrice della città"). Questo edificio di ordine dorico costruito con pietre calcaree, delle quali esistono numerosi resti, è chiamato solitamente Hekatompedon (in greco antico: Ἑκατόμπεδον?, "avente cento piedi") o Ur-Parthenon (in tedesco "Partenone originale"). Non si sa se questo edificio rimpiazzasse un tempio preesistente, un altare o un semplice recinto sacro. Probabilmente l'Hekatompedon si trovava nel punto in cui poi sorse il Partenone.
Tra il 529 e il 520 a.C. i Pisistratidi costruirono un nuovo tempio, l'antico tempio di Atena Poliàs, di solito chiamato Arkhaios Neōs (in greco antico: ἀρχαῖος νεώς?, "antico tempio"), tra l'Eretteo e l'attuale Partenone. Questo edificio fu distrutto dai Persiani, che occuparono Atene nel 480 a.C. Il tempio fu probabilmente ricostruito, dato che nel 454 a.C. il tesoro della lega delio-attica fu trasferito nel suo opistodomo, e forse fu raso al suolo da un incendio nel 406/405 a.C., dato che Senofonte menziona l'incendio di un antico tempio di Atena. Pausania il Periegeta non lo menziona nella sua Periegesi della Grecia, quindi nel II secolo d.C. era già stato distrutto.
Attorno al 500 a.C. l'Hekantompedon fu smantellato per fare spazio ad un tempio più grande, l'"antico Partenone" (o "pre-Partenone"). Gli Ateniesi decisero di fermare la costruzione del tempio di Zeus Olimpio, che era legato ai Pisistratidi, e usarono il calcare del Pireo che gli avevano destinato per costruire l'antico Partenone. Per accoglierlo la parte meridionale del pianoro fu ripulita, fu spianata aggiungendo circa 8000 blocchi di calcare da due tonnellate, delle fondamenta spesse 11 metri in alcuni punti, e il resto fu riempito con della terra tenuta in posizione da un muro di contenimento. Nel 490 a.C., dopo la vittoria di Maratona, il piano fu rivisto e al posto del calcare si decise di usare il marmo. La prima fase dell'edificio, in calcare, è detta "pre-Partenone I", la seconda fase, in marmo, "pre-Partenone II". Nel 485 a.C. Serse salì al trono, quindi gli Ateniesi bloccarono i lavori al fine conservare le loro risorse per un'eventuale guerra.
L'antico Partenone era ancora incompleto quando i Persiani presero Atene nel 480 a.C.: l'edificio fu saccheggiato e incendiato, così come l'antico tempio di Atena Poliàs e tutti gli altri edifici della rocca. Finita la seconda guerra persiana, gli Ateniesi incorporarono molte parti del tempio incompiuto (rocchi di colonne scanalate, triglifi, metope.) nel nuovo muro costruito sul lato nord dell'acropoli, dove servivano da "memoriale di guerra" e sono tuttora visibili. L'acropoli fu ripulita dai detriti: le statue, gli oggetti di culto, le offerte votive e i membri architettonici irrecuperabili furono bruciati cerimonialmente in profonde fosse scavate sulla rocca e in questo modo andarono a formare un altopiano artificiale attorno al Partenone classico. La cosiddetta "colmata persiana" è il più ricco deposito archeologico dell'acropoli ed è diventata molto famosa.

## Il programma edilizio di Pericle

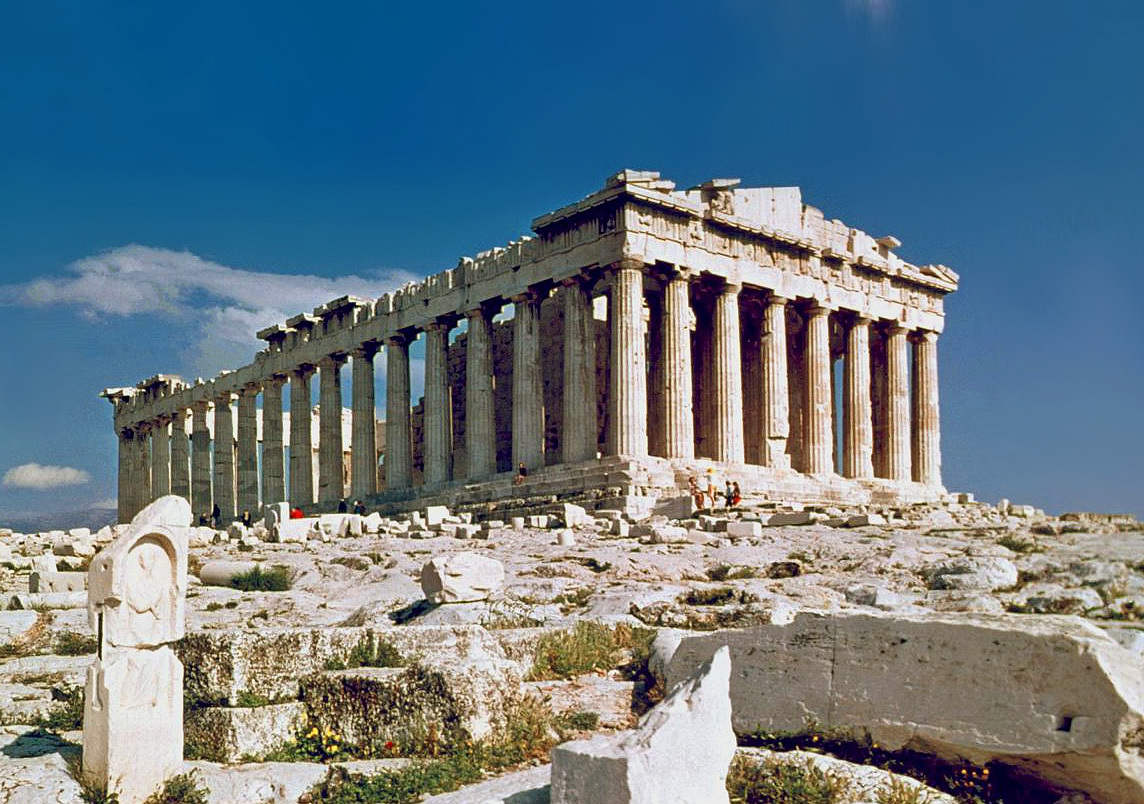
Il Partenone

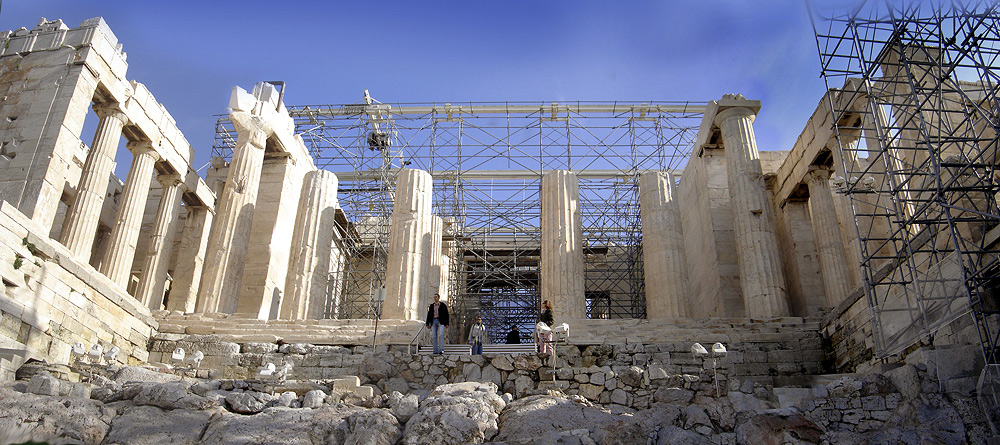
I Propilei

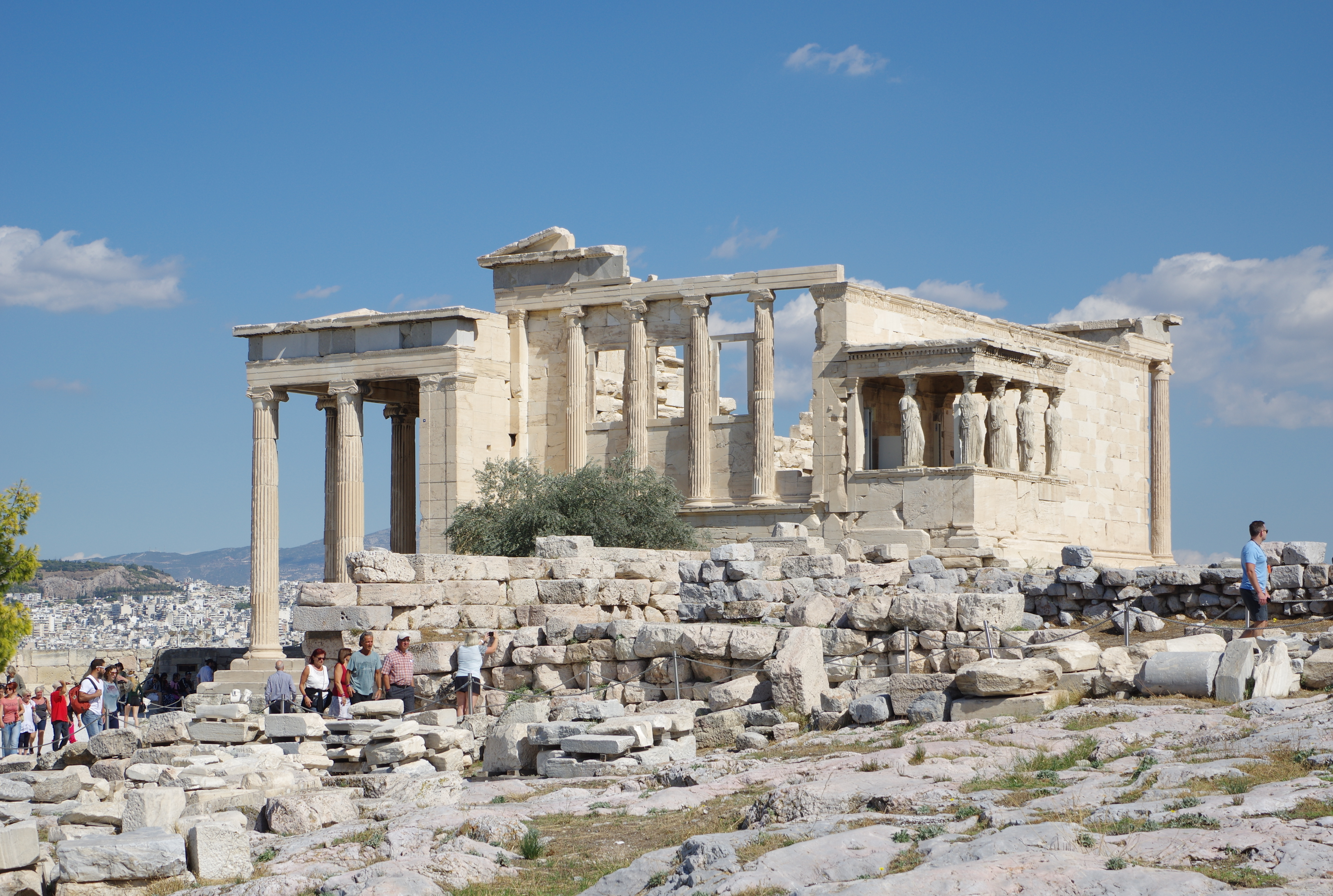
L'Eretteo

Dopo aver vinto la battaglia dell'Eurimedonte (468 a.C.), Cimone e Temistocle ordinarono la ricostruzione del muro settentrionale e di quello meridionale dell'acropoli. La maggior parte dei templi più importanti, incluso il Partenone, furono ricostruiti sotto la guida di Pericle durante l'età d'oro di Atene (460–430 a.C.). Fidia, un importante scultore ateniese, e Ictino e Callicrate, due famosi architetti, erano i responsabili della ricostruzione.
Nel 437 a.C. Mnesicle cominciò a costruire i Propilei, un ingresso monumentale sul lato ovest dell'acropoli con colonne di ordine dorico fatte con marmo pentelico; la costruzione fu edificata in parte sopra gli antichi Propilei di Pisistrato. Questi colonnati furono sostanzialmente finiti nel 432 a.C. e avevano due ali; quella settentrionale era decorata da dipinti di Polignoto.
In quegli anni, a sud dei Propilei, fu iniziato il piccolo tempio di Atena Nike, tetrastilo, avente colonne di ordine ionico in marmo pentelico. Dopo l'interruzione causata dalla guerra del Peloponneso, il tempio fu finito al tempo della pace di Nicia, tra il 421 a.C. e il 409 a.C.
La costruzione dell'elegante tempio dell'Eretteo (421–406 a.C.), in marmo pentelico, dovette tener conto del terreno estremamente irregolare e la necessità di evitare molti santuari presenti nell'area. L'entrata, rivolta ad est, presenta sei colonne di ordine ionico. Il tempio ha due portici, uno nell'angolo nord-ovest sostenuto da colonne ioniche, l'altro nell'angolo sud-ovest sostenuto da delle cariatidi. La parte orientale del tempio era dedicata ad Atena Poliàs, mentre la parte occidentale serviva al culto del leggendario re Eretteo, ospitava gli altari di Efesto e di Vuto, fratello di Eretteo. Si sa poco del piano originale dell'interno, che fu distrutto da un incendio nel I secolo a.C. e fu ricostruito più volte.
Nello stesso periodo fu iniziato l'insieme dei recinti sacri del tempio di Atena Polìas, Poseidone, Eretteo, Cecrope, Erse, Pandroso e Aglauro, col suo portico delle cariatidi. Tra il tempio di Atena Nike e il Partenone c'era il santuario di Artemide Brauronia, la divinità rappresentata come un orso e venerata a Braurone; secondo Pausania nel santuario c'erano uno xoanon e una statua di Artemide fatti da Prassitele nel IV secolo a.C..
Dietro i Propilei dominava la gigantesca statua bronzea di Fidia raffigurante Atena Promachos ("Atena che combatte in prima linea"), costruita tra il 450 e il 448 a.C. La base era alta 1,5 metri, mentre l'altezza totale era di ben 9 metri. La dea nella mano destra impugnava una lancia la cui doratura poteva essere vista riflessa dai marinai che doppiavano capo Sunio, mentre nella mano sinistra teneva uno scudo gigante, decorato da Mys con immagini di una centauromachia. Altri monumenti di cui restano pochissimi resti sono la Calcoteca, il Pandroseion, il santuario di Pandion, l'altare di Atena, il santuario di Zeus Polieus.

## Periodo ellenistico e romano

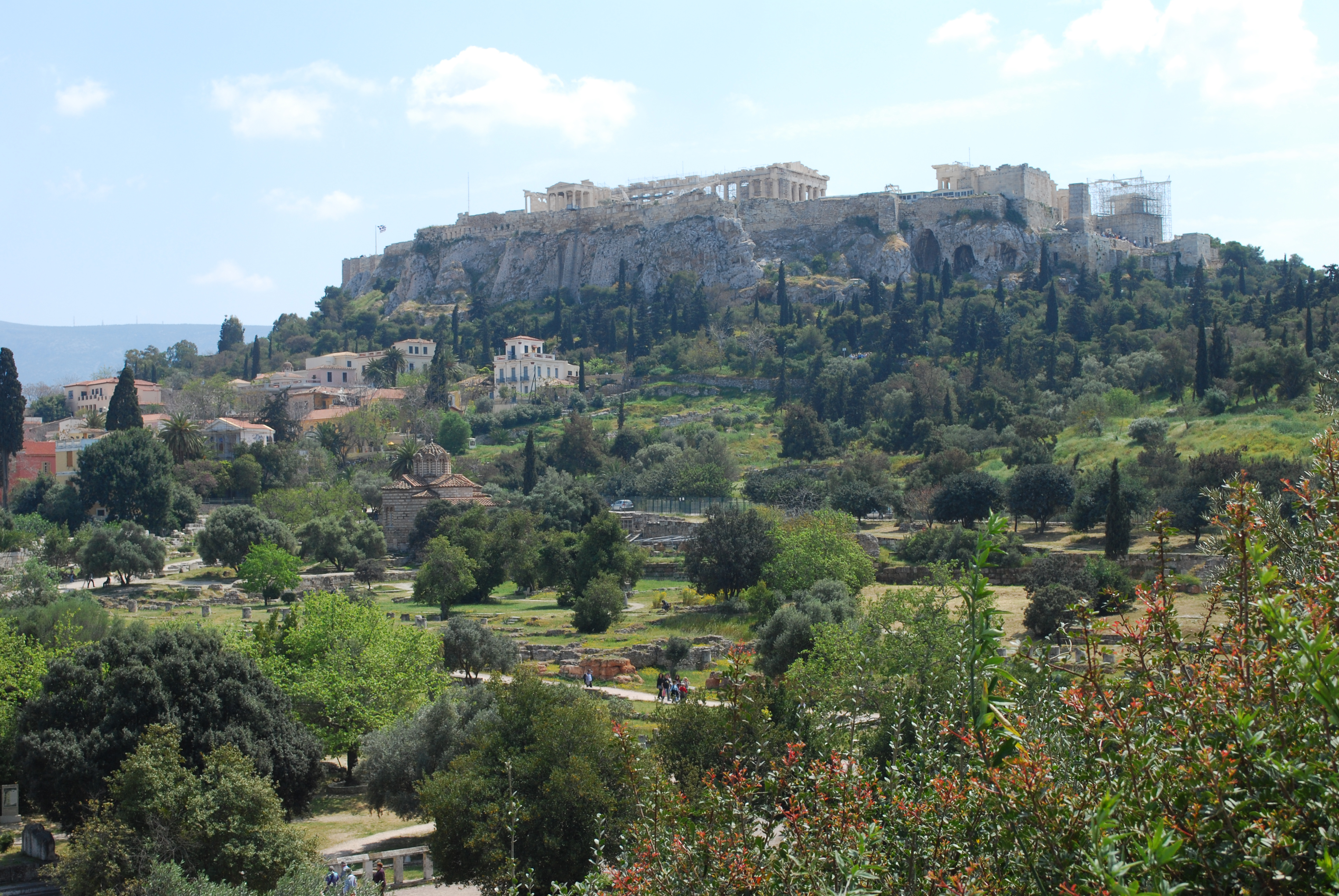
L'acropoli vista dall'agorà

Durante il periodo ellenistico e quello romano molti edifici dell'acropoli furono riparati, visti i danni dovuti al tempo e, in alcuni casi, alle guerre. Vennero eretti monumenti a re stranieri: tra i più importanti quelli dedicati ai re Attalidi di Pergamo Attalo II (di fronte all'angolo nord-ovest del Partenone) ed Eumene II (di fronte ai Propilei); all'inizio dell'età imperiale essi furono ridedicati rispettivamente ad Augusto o Claudio (incerto) e ad Agrippa. Eumene fece costruire anche una Stoà sul pendio meridionale, non molto diversa dalla quella di Attalo, posta nell'agorà.
Sotto la dinastia giulio-claudia fu costruito l'ultimo edificio significativo dell'età antica: il tempio di Roma e di Augusto, un piccolo edificio rotondo posto a circa 23 metri dal Partenone. In quella stessa epoca sul pendio meridionale fu fondato, in una grotta adiacente a quella dedicata a Pan fin dal periodo classico, un santuario dove gli arconti facevano voti ad Apollo quando entravano in carica. Nel 161 sul pendio meridionale Erode Attico costruì il suo grande odeo, distrutto dagli Eruli nel secolo successivo ma ricostruito negli anni 1950.
Nel III secolo, vista la minaccia degli Eruli, furono riparati i muri dell'acropoli e fu costruita la porta Beulé per restringere l'entrata di fronte ai Propilei, visto che l'acropoli stava tornando ad essere una fortezza.

## Periodo bizantino, latino e ottomano

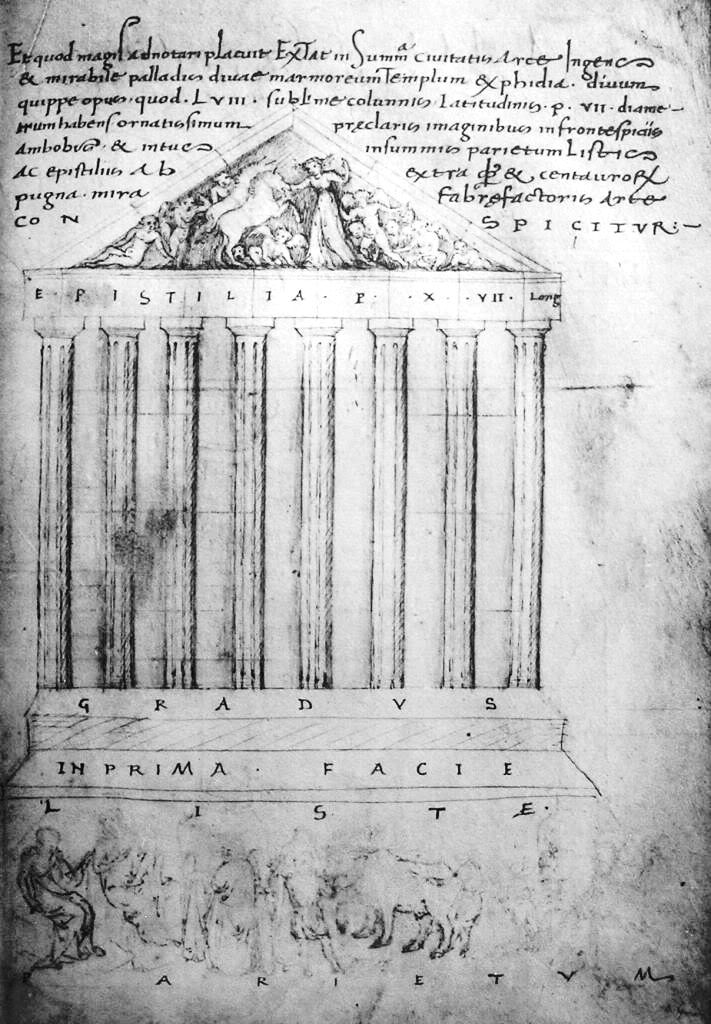
Il Partenone disegnato da Ciriaco d'Ancona

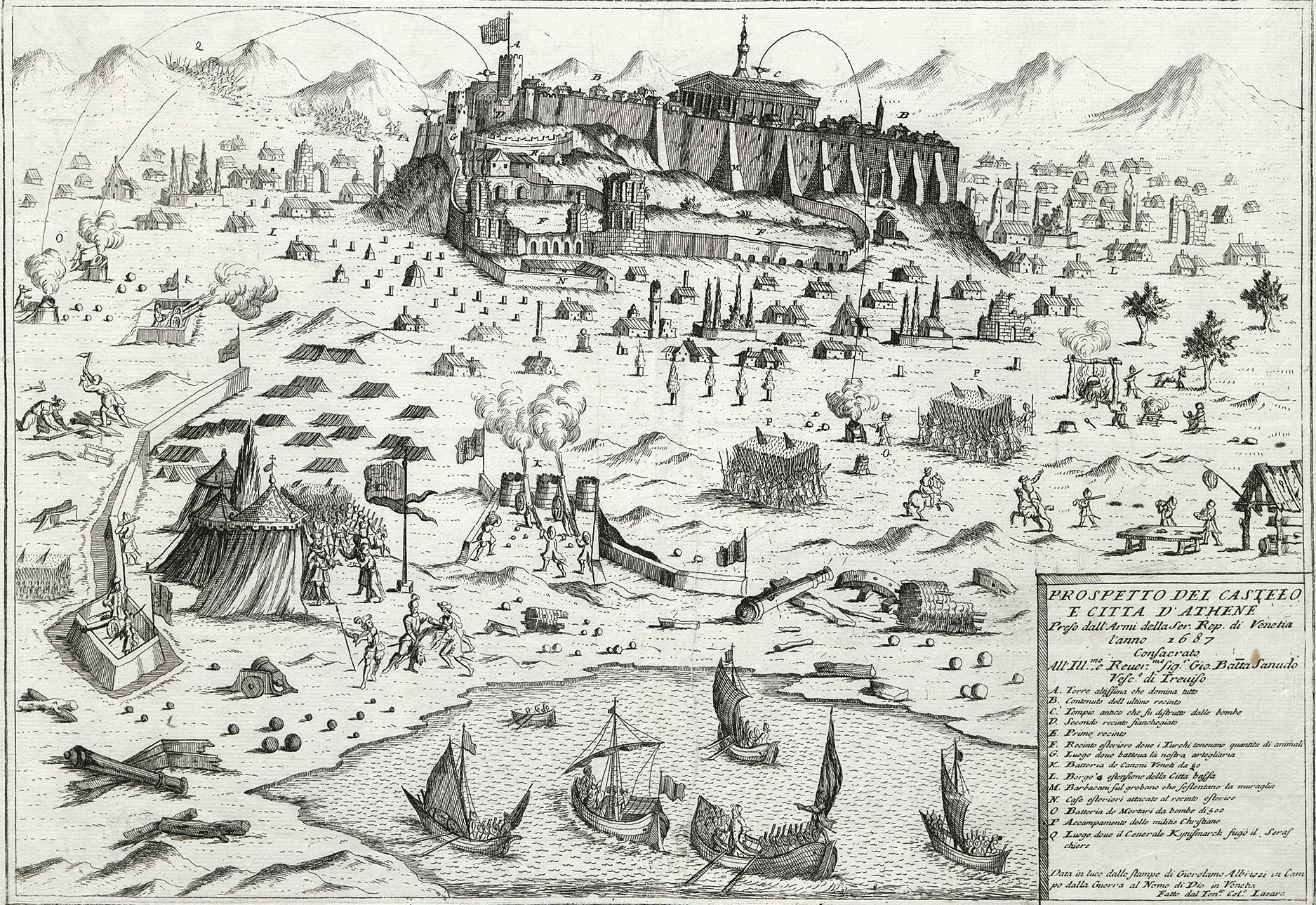
Rappresentazione dell'assedio veneziano dell'acropoli nel 1687

In epoca bizantina il Partenone fu trasformato in una chiesa dedicata alla Vergine Maria.
Sotto il ducato di Atene l'acropoli divenne il centro amministrativo della città: il Partenone era la cattedrale e i Propilei facevano parte del Palazzo Ducale. Fu aggiunta una grande torre, la Torre Franca, demolita nel 1874.
Dopo l'antichità, Ciriaco d'Ancona fu il primo a descrivere l'acropoli di Atene e a identificare il Partenone, di cui tante volte aveva letto nei testi antichi e del quale si era persa la memoria della localizzazione. Grazie a lui l'Europa occidentale poté avere il primo disegno del Partenone, che Ciriaco chiamò "tempio della dea Atena", diversamente dai viaggiatori precedenti, che l'avevano chiamato "chiesa di Santa Maria"; dopo la visita disse di avere ammirato:
(Ciriaco D'Ancona)
Ciriaco fu anche il primo a chiamare col suo nome l'acropoli, in precedenza chiamata "rocca" o "palazzo dei duchi d'Atene": scrisse di aver incontrato il signore della città in Acropoli summa civitatis arce.
Sotto gli ottomani il Partenone era usato come caserma della guarnigione turca, e l'Eretteo divenne l'harem privato del governatore; la principale caratteristica dell'acropoli era la moschea ricavata all'interno del Partenone, completa di minareto. Gli edifici dell'acropoli furono gravemente danneggiati dall'assedio veneziano del 1687 durante la guerra di Morea: il Partenone, usato come polveriera, fu in parte distrutto da un colpo di mortaio.

## Periodo del regno di Grecia
Dopo la fine della guerra d'indipendenza greca, il principe Ottone I fu nominato nuovo re nel 1832 e contattò l'architetto tedesco Karl Friedrich Schinkel per la costruzione di un nuovo palazzo per il re. L'architetto sviluppò un piano per costruire un palazzo e dei giardini sull'Acropoli di Atene, sulle rovine degli antichi templi. Non fu possibile costruirlo, poiché Schinkel sopravvalutò la capacità economica del nuovo regno, il che significava che le rovine dei templi non andavano completamente perdute. Successivamente la maggior parte dei rimaneggiamenti bizantini, latini, e ottomani furono rimossi, nel tentativo di riportare il monumento alla sua forma originale.